# Aragón (fiume)
Aragón è un fiume spagnolo. È uno degli affluenti del fiume Ebro. Nasce ad Astún, passa attraverso Jaca e Sangüesa e sfocia nell'Ebro nei pressi di Milagro, vicino Tudela.
Il fiume ha dato il nome all'antico regno e comunità moderna d'Aragona (Aragón in spagnolo).